# Nemanja Bilbija
Nemanja Bilbija, cyr. Heмaњa Билбиja (ur. 2 listopada 1990 roku w Banja Luce) – bośniacki piłkarz występujący na pozycji napastnika. Od 2015 jest zawodnikiem RNK Split.

## Kariera
Jest wychowankiem Boraca Banja Luka. W kadrze pierwszego zespołu występował w latach 2008–2009. W 2010 roku odszedł za 100 tysięcy euro do Vojvodiny Nowy Sad. W Super liga Srbije zadebiutował 27 lutego 2010 roku w meczu z Hajdukiem Kula (3:2). Pierwszą bramkę w lidze zdobył 6 marca 2010 roku w meczu z Metalacem Gornji Milanovac (1:3).